# Westliche Abenaki

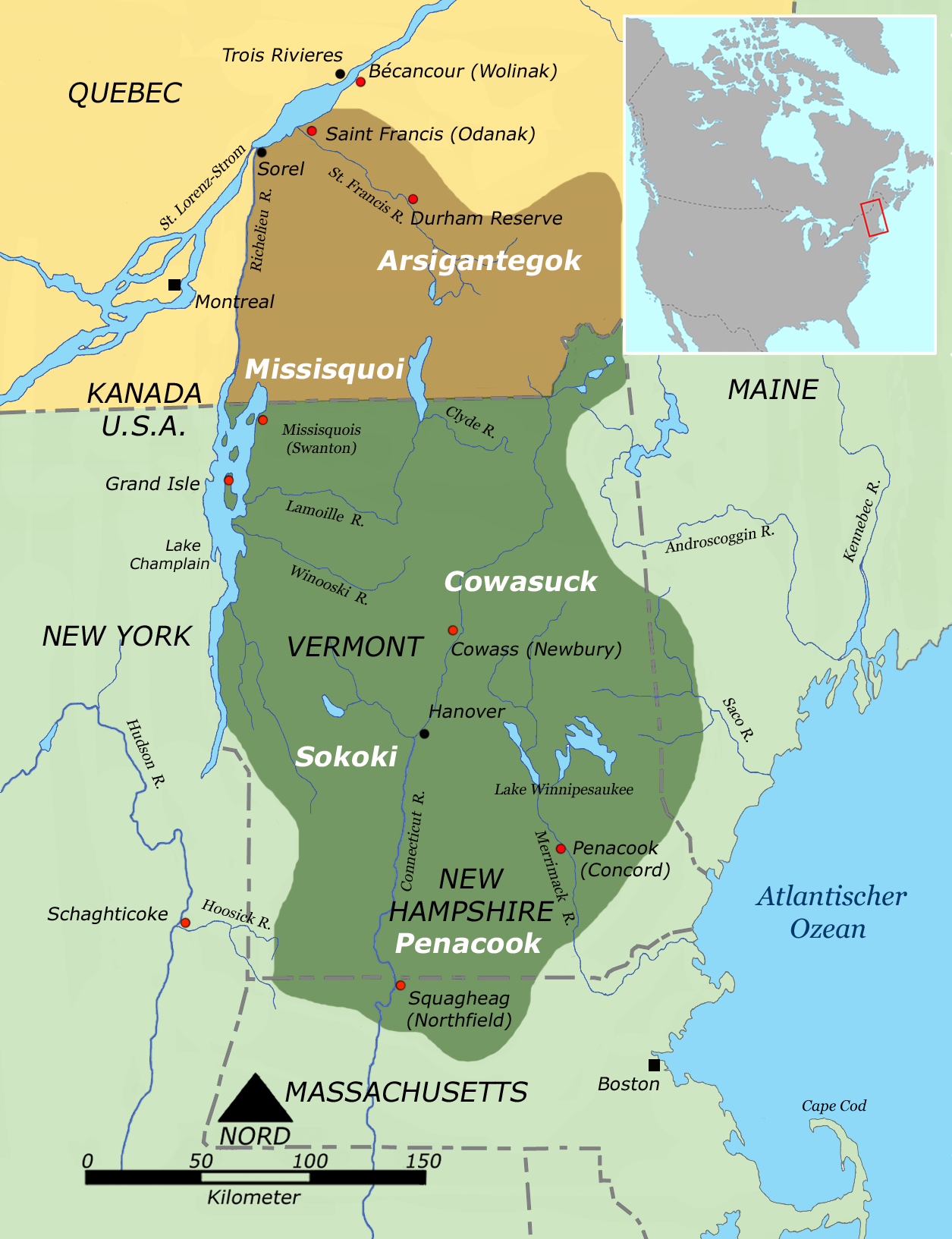
Ehemalige Wohngebiete der Westlichen Abenaki und historische Orte (rot)

Die Westlichen Abenaki sind amerikanische Ureinwohner. Sie bilden die westliche Dialekt- und Stammesgruppe der Abenaki, die sich aufgrund ihres Dialektes von der östlichen Stammesgruppe, den Östlichen Abenaki unterschieden. Sie waren ursprünglich im äußersten Nordosten der USA beheimatet und sprachen Westliches Abenaki (auch Wôbanakiôdwawôgan), eine östliche Algonkin-Sprache. Sie bildeten einst mit vier anderen benachbarten Algonkin-Stämmen der Region zusammen die Wabanaki-Konföderation, die als Reaktion auf die Irokesen-Liga gebildet wurde.

## Name und Sprache
Die Westlichen Abenaki nennen sich selbst Waban-Aki oder Wobanakii, manchmal auch Benaki. Der Name bedeutet Volk der Morgendämmerung oder Volk des Ostens und stammt aus der Irokesen-Sprache.
Die Existenz dieser Gruppe wird von Linguisten auf eine Sprache zurückgeführt, die im frühen 19. Jahrhundert in Odanak, dem ehemaligen Saint Francis, gesprochen wurde und im 17. und 18. Jahrhundert durch zahlreiche Ortsnamen in Vermont und New Hampshire dokumentiert wird. Diese Sprache, die noch heute von Indianern in Odanak am Rivière Saint-François in der kanadischen Provinz Québec gesprochen wird, unterscheidet sich von der Sprache der Östlichen Abenaki in Maine durch Differenzen in der Aussprache, der Grammatik und im Wortschatz. Es gibt keine Erkenntnisse über die geographische Grenze zwischen den Sprachen der Östlichen und Westlichen Abenaki, da keine ausreichenden Daten aus dem Grenzgebiet vorliegen. Man kann vermuten, dass Westliches Abenaki von Indianern am oberen Merrimack River, am oberen und mittleren Connecticut River und am Lake Champlain gesprochen wurde.

## Stämme der Westlichen Abenaki
- Arsigantegok
- Cowasuck
- Missisquoi
- Penacook
- Sokoki
- und eine Anzahl kleinerer Stämme, wie Naumkeag, Nashaway, Pawtuckett, Souhegan und Winnipesaukee.

Die Sokoki lebten zu Beginn des 17. Jahrhunderts am oberen Connecticut River und man kann sie als erste Bewohner von St. Francois, später Saint Francis, ansehen. Am oberen Merrimack River wohnten weitere Stämme der Westlichen Abenaki, die Winnipesaukee und die Penacook.
Flussabwärts gab es weitere Gruppen in Amoskeag (Manchester, New Hampshire), Souhegan, Nashaway, Pawtuckett (Lowell, Massachusetts) und Naamkeek, heute Salem in Massachusetts. Alle diese Stämme standen unter der Oberherrschaft von Passaconaway, dessen Hauptresidenz in Amoskeag und Pawtuckett lag, so ist zu vermuten, dass sie zu den Westlichen Abenaki gehörten.
Westliche Abenaki bewohnten auch die Ostküste des Lake Champlain. Man kennt heute ehemalige Dörfer an der Mündung der Flüsse Winooski, Lamoille und Missisquoi, auf der Grand Isle in Maine, doch die meisten Ureinwohner konzentrierten sich im 17. Jahrhundert am Missisquoi River. In vielen überlieferten Berichten werden die Missisquoi Champlain-Valley-Abenaki genannt. Die Stämme in den Tälern des Lake Champlain, des Connecticut und des Merrimack Rivers führten in der historischen Periode offenbar keine Kriege gegeneinander. Sie waren oft miteinander verbündet, siedelten in denselben Flüchtlings- oder Missionsdörfern und es ist sehr wahrscheinlich, dass sie zu einem Volk gehörten.
| Dorf        | Heutiger Name | Ortslage             | Stamm                   |
| ----------- | ------------- | -------------------- | ----------------------- |
| Squagheag   | Northfield    | oberer Connecticut   | Sokoki                  |
| Pawtuckett  | Lowell Falls  | unterer Merrimack    | Pawtuckett              |
| Amoskeag    | Manchester    | mittlerer Merrimack  | ?                       |
| Penacook    | Concord       | mittlerer Merrimack  | Penacook, Winnipesaukee |
| Naamkeek    | Salem         | Massachusetts Bay    | Naumkeag                |
| Cowasuck    | Newbury       | oberer Connecticut   | Cowasuck                |
| Missisquois | Swanton       | Lake Champlain       | Missisquoi              |
| Odanak      | Saint Francis | Saint-François River | Sokoki, Arsigantegok    |

## Wohngebiet und Umwelt
Das Wohngebiet der Westlichen Abenaki erstreckte sich zu Beginn des 17. Jahrhunderts über die heutigen US-Bundesstaaten New Hampshire und Vermont sowie die angrenzende kanadische Provinz Quebec. Geographisch gesehen besteht dieses Land aus vielen Gebirgen und Flüssen, von Westen nach Osten kann man das Champlain Valley, die Green Mountains, das Connecticut River Valley und die White Mountains nennen, deren angrenzendes Hochland im Süden die Täler des Lake Winnipesaukee und des Merrimac River durchschneiden. Es gibt hier das ganze Jahr hindurch reichlich Niederschläge. Die Winter sind bitterkalt und das Land ist vier bis fünf Monate hindurch mit Schnee bedeckt, die Sommer jedoch sind oft sehr warm.
In den Niederungen fand man einen Mischwald, der aus Laubbäumen, Hemlocktannen und Lebensbäumen bestand, die gelegentlich von großen einzelnen Exemplaren überragt wurden. Auf den Bergen und Berghängen wuchsen überwiegend nördliche Laubbäume und Rottannen, während es in den Sumpfgebieten Balsamfichten, Laubbäume, Schwarz-Fichten, Lärchen und Lebensbäume gab.
Das Gebiet war sehr wildreich, sowohl an Großwild als auch an Pelztieren. An großen Wildtieren gab es Elch, Hirsch und Schwarzbär und an Pelztieren Biber, Bisamratte, Otter, Mink, Marder, Fischermarder, Waschbär, Fuchs und Stinktier. Hier lebten zahllose Wölfe, Bobcats, Hasen, Kaninchen, Wiesel, Eichhörnchen und viele Arten von Vögeln. Weiter nördlich fand man mehr Elche und weniger Hirsche, dafür aber Waldland-Karibus und noch mehr Biber.

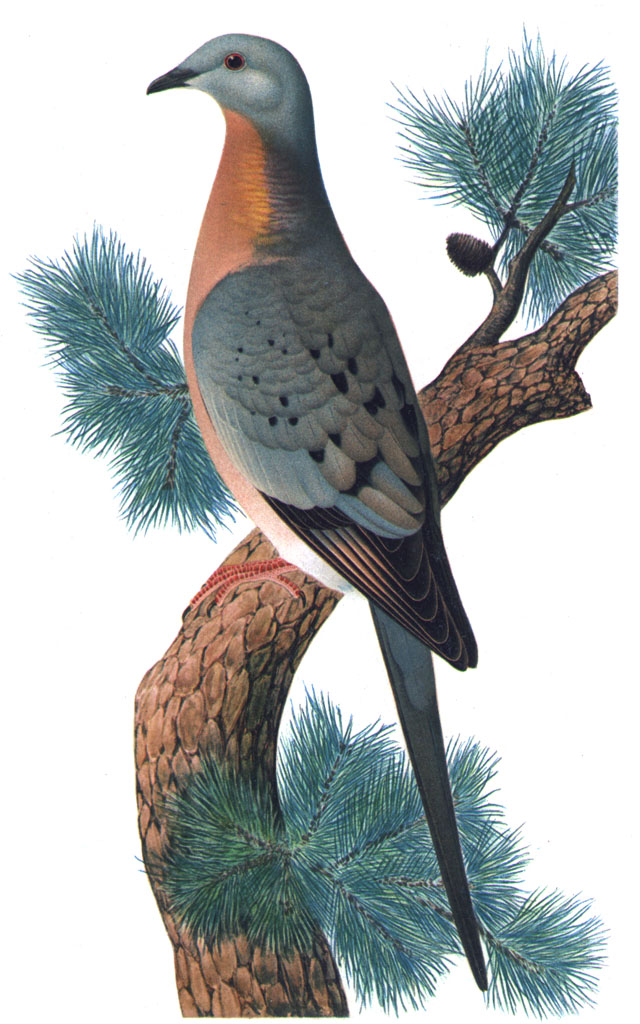
Wandertaube (Ectopistes migratorius)

### Lebensunterhalt
Bei den einzelnen Gruppen gab es lokale Unterschiede im Jahreszyklus bedingt durch andere Nahrungsquellen. Dennoch konnte von Historikern ein allgemein gültiger Jahresablauf rekonstruiert werden. Allgemein üblich war im Frühling das Anzapfen von Ahornbäumen zur Herstellung von Sirup und Zucker. Man machte einen schrägen Schnitt in die Rinde und steckte einen Holunderbeerenzweig, aus dem das Mark herausgebohrt worden war, in das untere Ende des Schnittes. Den herauslaufenden Saft sammelte man in Behältern aus Birkenrinde und kochte ihn zu Sirupkonsistenz. Dazu benutzten die Abenaki Rindeneimer oder Tontöpfe, die in späteren Jahren durch handelsübliche eiserne Kessel ersetzt wurden.
Als nächste Aktivität wurden große Mengen an Fisch aus den Frühlingsschwärmen im Fluss gefangen, dazu benutzte man Reusen, Fallen, Angeln und Netze. Die Abenaki sammelten Frühlingspflanzen, zum Beispiel die Knollen der Erdbirnen oder wilde Kartoffeln. Sie jagten wilde Tauben (engl. Passenger pigeons), die in riesigen Vogelzügen durch das Land nach Norden wanderten.
Die Feld- und Gartenarbeit wurde vorwiegend von Frauen geleistet, die im Mai die Felder mit Mais, Bohnen und Kürbissen (die sog. Three Sisters) bestellten, während Männer nur den Tabak in kleinen separaten Gärten pflanzten. Die Landwirtschaft hatten die Abenaki vor der Kolonialzeit offenbar von den Irokesen übernommen; sie war ein wichtiges Element der Stabilisierung der Bevölkerungszahl, um der irokesischen Expansion standzuhalten. Die Sommeraktivitäten zum Lebensunterhalt bestanden aus Unkrautjäten in den Maisfeldern, Fischen und dem Pflücken wilder Beeren, von denen Blaubeeren besonders geschätzt wurden.

### Kleidung und Schmuck

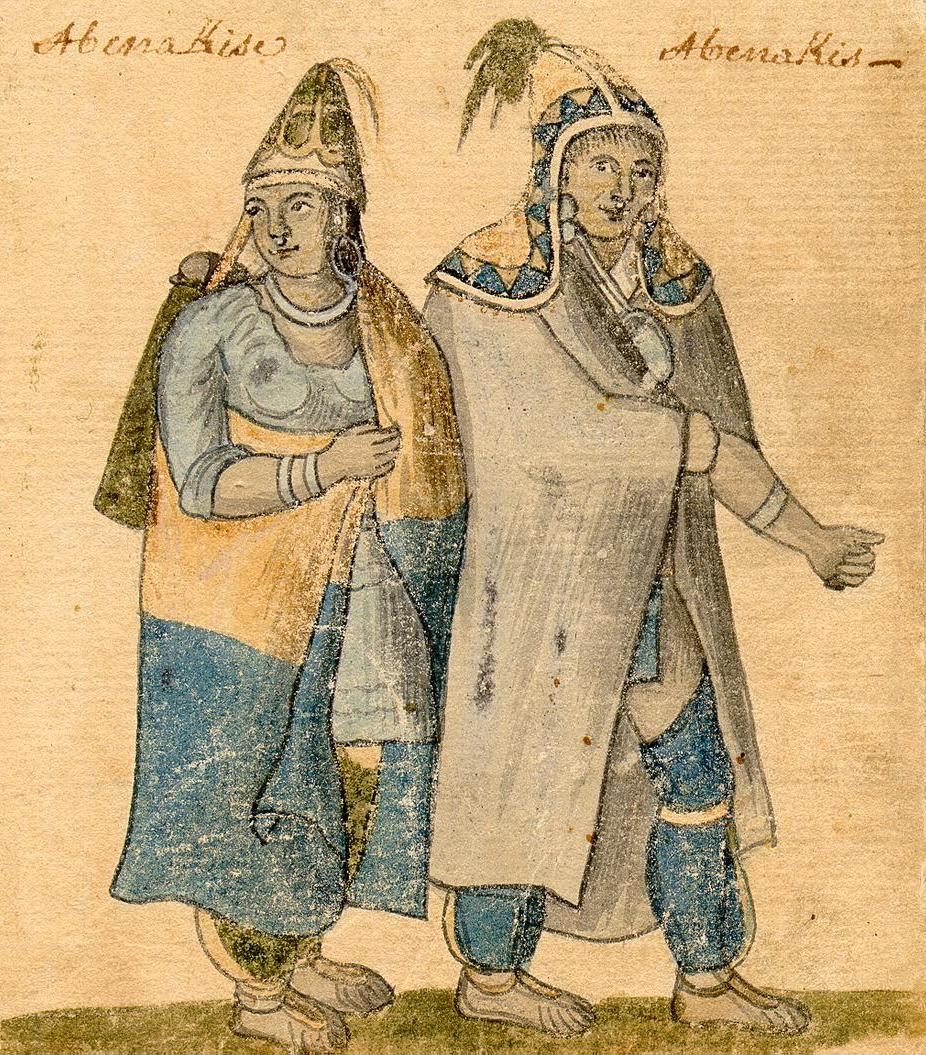
Abanaki-Paar

Die Männer trugen eine aus gegerbtem Leder gefertigte Hose mit einem fransenbesetzten Gürtel, der zwei bis drei Mal um die Taille geschlungen und an der Hüfte verknotet wurde. Es gab zwei verschiedene Muster an Mokassins, den Biberschwanz und die Hasennase.
In der kalten Jahreszeit trug man Fußlappen aus Hasenfell unter den Mokassins und ein zweites Paar mit höheren Schäften wurde darüber gezogen. Es gab Leggings mit Füßen, die bis zum Oberschenkel reichten und am Gürtel befestigt wurden. Ein Kleidungsstück für kaltes Wetter war ein ärmelloser, bemalter Mantel, der vorn und hinten aus je einem Elchlederstück bestand. Dazu gab es separate Ärmel. Leider ist kein Museum bekannt, das ein Exemplar dieses Mantels besitzt.
Den jungen, unverheirateten Mann erkannte man an seinem langen, offen getragenen Haar, während die Haartracht des verheirateten Mannes aus einer mit Lederriemen gehaltenen Rolle oder einem Knoten auf dem Scheitel bestand. Die Frau trug ihr langes Haar offen, charakteristisch waren zwei Haarbänder und eine flache Rolle auf dem Scheitel, die von einem Lederband mit ausgefransten Enden gehalten wurde. Für kaltes und nasses Wetter gab es Mützen. Die Kopfbedeckung der Frauen war rund und beide Geschlechter haben Federn darauf getragen. Die Männer hatten zum Beispiel Fellmützen aus der Haut von jungen Hirschen, noch mit dem Geweih daran. Zur Kleidung trugen die Männer ein Messer in einer Scheide vor der Brust. Am Gürtel waren ein Trinkbecher aus Hartholzbaumwurzel und ein kleiner Lederbeutel mit Feuerzeug, Pfeife, Tabak und dem Medizinbeutel befestigt. Die Frauen waren üblicherweise mit Mokassins, Leggings, einem knielangen Hemd und einer Jacke, die bis zur Mitte der Oberschenkel reichte, bekleidet.
Die Kleidung der Abenaki wurde frühzeitig durch europäische Handelsgüter beeinflusst, aber sogar noch nach 1850 sah man ältere Leute in traditioneller Tracht.

### Geräte und Werkzeuge
Auf der Jagd benutzten die Westlichen Abenaki Jagdwaffen, die aus Pfeil und Bogen, Messer und Speer bestanden. Im Kriegsfall kam eine charakteristische Kriegskeule mit einem runden Kopf aus einer Hartholzwurzel und austretenden angespitzten Zweigen als Waffe dazu.
Zu den wichtigsten Ausrüstungsstücken im Winter gehörten Schneeschuhe und im Sommer war das Birkenrindenkanu unentbehrlich. Schwere Lasten transportierte man im Winter auf einem Toboggan oder auf dem Rücken in einer Decke mit Gurten. Spankörbe, die im 19. Jahrhundert sehr verbreitet waren, gab es wahrscheinlich erst nach dem Kontakt mit Weißen. Babys wurden von ihren Müttern auf dem Wiegenbrett (engl. Cradle board) getragen.

### Lebenszyklus

#### Kindheit
Die Abenaki waren wie alle Indianer fürsorgliche Eltern, die ihre Kinder niemals schlugen. Kinder wurden durch oft wiederholte traditionelle Erzählungen und Ermahnungen erzogen und fürchteten die öffentliche Missbilligung, wenn sie ein Verbot übertreten hatten. Es gab auch Strafen, zum Beispiel wurde das Gesicht eines Kindes mit schwarzer Farbe bemalt oder es wurde aus dem Wigwam gewiesen. Vielfach übernahmen die Großeltern väterlicherseits die Erziehung ihrer Enkel. Ein Knabe bekam im Alter von etwa sechs Jahren den ersten kleinen Bogen mit Pfeilen für Schießübungen und mit 10 bis 12 Jahren durfte er erstmals gemeinsam mit seinem Vater oder Onkel auf die Jagd gehen. Die kleinen Mädchen wurden frühzeitig an den Arbeiten im Haushalt beteiligt. Kam der Junge in die Pubertät, suchte er eine richtungweisende Erscheinung, während sich das Mädchen bei ihrer ersten Menstruation zurückziehen musste.

#### Hochzeit
Hatte ein junger Mann eine passende Frau für sich gefunden, schickte er einen Vermittler mit einem Geschenk, zum Beispiel einer Wampumkette, zur Auserkorenen. Wies das Mädchen das Geschenk zurück, so hatte sie den Bewerber abgelehnt. Wurde der Antrag angenommen, ging der junge Mann auf die Jagd, bis er ein ansehnliches Brautgeschenk erlegt hatte. Danach folgte eine Zeit, in der das Paar versuchsweise miteinander schlief. Es kam vor, dass man sich danach wieder trennte und der Mann seine Präsente verlor. Die Hochzeitszeremonie wurde im Beisein des Häuptlings und der Familien abgehalten und es folgte gewöhnlich ein ausgiebiges Festessen und rituelle Tänze.

#### Beerdigung
Es herrschte der Glaube, dass der Geist eines nicht beerdigten Toten als gefürchtetes Geisterfeuer bei dem Leichnam blieb, und so war man bemüht, alle Toten möglichst zu beerdigen. Im Winter war der Boden hart gefroren. Die Toten wurden solange auf einem Gerüst gelagert, bis eine Beerdigung im Frühling möglich war. Statt eines Sarges wickelte man den Toten in eine Rindenrolle über die gesamte Länge des Körpers und umwickelte ihn mit einer Schnur. Zu den Grabbeigaben gehörten die Waffen und Geräte des Gestorbenen, wie auch ausreichende Nahrung für den Geisterpfad in die Andere Welt. Über dem Grab errichtete man eine zeltähnliche Struktur aus Holz, an deren einem Ende sich ein aufrecht stehendes Brett mit dem Namen des Toten befand. Das Grab war nach Osten ausgerichtet und dasjenige eines Häuptlings bepflanzte man mit einem Oval aus Baumsetzlingen.

### Soziale und politische Organisation
Die Gesellschaft der Westlichen Abenaki war patrilinear ausgerichtet. Eine bis mehrere Kernfamilien derselben patrilinearen Linie lebten zusammen in einem langgestreckten Rindenhaus und bildeten den Haushalt. Die offizielle Einheit war die durch ein Totem verbundene Gruppe, bestehend aus Männern, Frauen und Kindern, die als Nachfahren eines männlichen Vorfahren angesehen wurden. Der Stamm wurde als alle Haushalte gemeinsam beschrieben. Im Jahr 1736 gab es in Saint Francis die Totems der Schildkröte, des Bären, des Bibers, des Otters und des Rebhuhns.
Verheiratete Söhne wohnten normalerweise bei ihren Eltern, wenn jedoch praktische Überlegungen es erforderlich machten, konnte auch der Ehemann einer Tochter bei seinem Schwiegervater wohnen.
Nur ein Mann mit außergewöhnlichen Fähigkeiten konnte Häuptling werden und wurde mit einer besonderen Zeremonie in sein Amt eingeführt, bei der er auch einen neuen Namen bekam. In jedem Stamm der Westlichen Abenaki gab es einen Friedens- und einen Kriegshäuptling. Normalerweise behielt ein Häuptling sein Amt ein Leben lang, doch es gab vereinzelt Fälle von Amtsenthebung. Der Friedenshäuptling hatte den Vorsitz beim Großen Rat der Nation, die sich aus dem Kriegshäuptling und den Ältesten der verschiedenen Familien zusammensetzte.
Der Große Rat regelte alle nationalen und internationalen Angelegenheiten außer der Kriegsfrage, die von einem Allgemeinen Rat entschieden wurde, der sich aus allen Erwachsenen des Stammes zusammensetzte. Fiel die Entscheidung für den Krieg, brach der Kriegshäuptling mit der zeremoniellen roten Kriegskeule in seiner Hand auf und suchte Freiwillige. Wenn er genügend Krieger für eine Truppe beisammenhatte, feierte man ein Fest, dem ein Kriegstanz folgte. Eine Truppe bestand aus einer oder mehreren Gruppen von etwa 10 Männern, jede unter einem Führer, die in der Lage waren, selbständige Aktionen durchzuführen. Ein Führer konnte Anweisungen nur durch Überzeugungskraft durchsetzen, während er Loyalität nur durch Ansehen und besondere Fähigkeiten erreichte. Die bei Europäern übliche militärische Disziplin war bei Indianern weitgehend unbekannt. Die Krieger bemalten ihre Gesichter mit roter Farbe, die Körper mit ihrem Totemzeichen und Kriegssymbolen. In Gefechten wurden Skalps erbeutet und Gefangene gemacht. Junge Krieger bekamen in Anerkennung hervorragender Leistungen neue Namen. Gefangene wurden von ihren Besiegern zwischen zwei Reihen von Kriegern hindurch geführt, wobei sie ihre Hände auf die Schultern jedes Gefangenen legten, um deren Gefangenenstatus zu verdeutlichen.
Die einzigen indianischen Feinde der Westlichen Abenaki waren die Irokesen. Diese Feindschaft bestand schon vor dem Kontakt mit Europäern. Sie hatten ein gutes Verhältnis zu den Algonkin sprechenden Stämmen in Neuengland, mit denen über lange Zeit ein Freundschaftsvertrag bestand.

### Spiele
Schnelles und auch ausdauerndes Laufen wurde bei Westlichen Abenaki sehr geschätzt und es gab viele Wettbewerbe. Schon in frühem Alter begann man mit dem Bogenschießen und setzte entsprechende Übungen das ganze Leben hindurch fort. Auch Lacrosse wurde im 19. Jahrhundert in Saint Francis gespielt und stammt vermutlich von den dortigen Bewohnern ab. Im 19. und frühen 20. Jahrhundert spielten die Jungen eine Art Schneeschlange, indem sie auf geeigneten dünnen Unterlagen hintereinander die Hänge hinabrutschten, doch um 1900 waren alle diese Spiele weitgehend von Baseball und Kartenspielen verdrängt worden.

### Mythen
Die Mythen der Westlichen Abenaki und ihre Kosmologie gehören eindeutig zum Kulturkreis der Stämme im nördlichen Neuengland. Neben den Mythen umfasste der Sagenschatz viele mündliche Überlieferungen, die immer wiederholt wurden. Diese Geschichten konnten nur im Winter erzählt werden, wenn die natürlichen Feinde der Menschen, die Unterwassermonster, sie nicht hörten. Im Kosmos der Westlichen Abenaki gab es viele Dinge, die Europäer als leblos betrachten. Jedes lebende Wesen hatte seine eigenen besonderen Kräfte. Es gab einige Personen, die von Geburt an mit ungewöhnlichen spirituellen Kräften ausgestattet worden waren. So jemand war ein Medawlinno. Bei der Lösung schwieriger Orakel zog sich der Medawlinno in eine kleine kuppelförmige Hütte zurück. Das Instrument des Medawlinnos war die Trommel und die Missbilligung durch französische Jesuiten war wohl die Ursache für ihr Verschwinden, bis man sie in der Mitte des 20. Jahrhunderts als Begleitinstrument beim Tanz wiederentdeckte.

### Zeremonien
Hochzeiten, die Begrüßung von Besuchern aus einem anderen Dorf, die Einsetzung eines Häuptlings, die erste Maisernte des Jahres, eine Kriegserklärung und auch Beerdigungen, alle diese Ereignisse erforderten eine öffentliche Zeremonie mit bestimmten Ritualen und Tänzen. Noch heute werden derartige Tänze aufgeführt, allerdings bevorzugt man eine Reihe von anderen Stämmen entliehener Tänze, zum Beispiel den Adlertanz bzw. Deckentanz der Irokesen-Frauen, den Messertanz der Wyandot von Lorette und den Pfeifentanz der Fox.

### Heilkunst
Bei unbekannten oder hartnäckigen Krankheiten wurde der Medawlinno gerufen, aber auch die Anwendung von Heilpflanzen war hochentwickelt und ist auch noch heute hoch im Kurs. Die Abenaki kannten eine Vielzahl wirksamer Heilmittel, jedoch nur ein paar Experten waren so erfahren und erfolgreich, dass man sie als Profis ansah. In Kolonialzeiten gelangte der Ruf der Abenaki-Heiler sogar bis in die weiter entfernten weißen Gemeinden und ihr Einfluss hinterließ Spuren bei der kolonialen Heilkräuterkunde.

## Geschichte

### Die Legende
Die Welt der Westlichen Abenaki stand seit ewigen Zeiten unter der Aufsicht von Tabaldak, dem Besitzer, der alle lebenden Geschöpfe erschaffen hatte. Nur Odziozo war mächtig genug, um sich selbst aus etwas Staub zu erschaffen. Odziozo wurde der Verwandler, der die Oberfläche der Erde nach seinem Belieben umgestaltete und endlich sich selbst in einen Felsen im Lake Champlain verwandelte, um über sein Werk zu wachen. Die Menschen sind von Tabaldak in zwei Versuchen geschaffen worden. Zuerst gestaltete er einen Mann und eine Frau aus Stein, jedoch mochte er das Ergebnis nicht leiden und zerstörte es wieder. Dann schuf er ein Paar aus lebendem Holz, das ihm besser gefiel und das zu den Urahnen der indianischen Rasse wurde. In alten Zeiten wurde ein Mensch namens Pedegwadzo von ungeheurer Kraft und Stärke geboren, der die Elemente zugunsten der Menschheit zähmen konnte.

### 17. Jahrhundert
Die Frühgeschichte der Westlichen Abenaki ist weitgehend enträtselt worden. Beträchtliches Material hat man an Fundstätten wie Missisquoi, Cowasuck, Squakheag, Winnipesaukee, Namaskik und Massabesic gesammelt.
Die Beziehungen der Abanaki zu englischen Kolonisten in Neuengland waren von Anfang an gespannt. Die Pennacook waren die südlichste Gruppe der Westlichen Abenaki und hatten damit den ersten dauerhaften Kontakt zu den Engländern. Allerdings war der permanente und nicht enden wollende Konflikt mit den Irokesen in dieser Zeit weitaus schwerwiegender, als die Auseinandersetzung mit den Europäern.
Die Pennacook wurden von ihren Feinden im Westen, den Mohawk, bedroht und sie misstrauten ihren Abenaki-Verwandten im Norden. Sie unterstützten die Mahican im Krieg gegen die Mohawk (1624–1628). Die Mohawk gewannen den Krieg, trieben die Mahican auf die Ostseite des Hudson Rivers und richteten ihre Angriffe danach auf die Sokoki und Pennacook.
Beide Stämme ersuchten die Franzosen und die Engländer um Hilfe, beide lehnten jedoch ab, weil niemand die machtvollen Irokesen herausfordern wollte. Die Sokoki wären wohl von den Mohawk vernichtet worden, wenn diese nicht gleichzeitig Krieg gegen die Algonkin und Montagnais im Tal des Sankt-Lorenz-Stroms geführt hätten und so Frieden mit den Sokoki und Pennacook schließen mussten.
Eine erneute Pocken-Epidemie traf die Neuengland-Stämme in den Jahren 1633 und 1634, breitete sich nach Norden zu den Abenaki und Stämmen am Sankt-Lorenz-Strom und danach nach Westen zu den Irokesen aus. Um 1637 erhielten die Abenaki wahrscheinlich von Händlern aus Boston ihre ersten Feuerwaffen. Im folgenden Jahr errichteten die Engländer einen Handelsposten am Merrimack River bei den Pennacook. Trotzdem hatten die meisten Abenaki große Entfernungen beim Handel mit den Europäern zurückzulegen.
1642 verbündeten sich die Westlichen Abenaki mit den Mahican und ihren früheren Feinden, den Mohawk, gegen die Montagnais. Die Kämpfe dauerten mehrere Jahre und 1645 kam es zu einem Angriff einer vereinigten Streitmacht von Mohawk-, Mahican- und Sokoki-Kriegern auf ein Dorf der Montagnais bei Sillery in Quebec.
Seltsamerweise erneuerte dieser Krieg das Interesse der Franzosen an den Abenaki. Nachdem französische Jesuiten die Freilassung eines gefangenen Sokoki von den Montagnais erreicht hatten, entschieden sie sich zu einem Besuch der Abenaki. Auf Drängen der konvertierten Montagnais besuchten die Missionare aber keine Sokoki-Dörfer, sondern machten in den Jahren 1646 bis 1648 mehrere kurze Visiten bei den Kennebec und Penobscot. Die Franzosen waren allgemein willkommen bei den Östlichen Abenaki und es gelang ihnen, Frieden zwischen Montagnais und Abenaki zu stiften.
Die Lage veränderte sich dramatisch, als die Irokesen die Wyandot im Winter 1648–1649 besiegten. Die Vernichtung des wichtigsten Verbündeten und Handelspartners der Franzosen gefährdete ihre Situation in den Kolonien entscheidend und sie suchten nach möglichen Verbündeten im Kampf gegen die Irokesen. Die unsichere Allianz zwischen Sokoki und Mohawk zerbrach und um 1650 wurden die Sokoki und Pocumtuc von den Mohawk wiederum angegriffen. Die Franzosen unterstützten eine Allianz zwischen den Sokoki, Pocumtuc, Pennacook und Mahican und schickten sogar einen Häuptling der Montagnais und einen Jesuiten nach Massachusetts, der aber vergeblich um Hilfe im Kampf gegen die Mohawk bat. Die Franzosen unterstützten die Allianz weiterhin und versorgten 1651 die verbündeten Sokoki mit Feuerwaffen und Munition, aber das glich die überlegene Kampfkraft der Irokesen nicht aus. Die Pocumtuc ergriffen die Flucht, verließen das Connecticut-Tal in Massachusetts und zogen nach Norden. Damit existierten nur noch Missisquoi und Cowasuck in Vermont als die letzten größeren Dörfer der Westlichen Abenaki. 1665 kam das 1.200 Mann starke französischen Regiment Carigan-Salieres in Neufrankreich an. Die französischen Soldaten griffen unverzüglich Mohawk-Dörfer an und im folgenden Frühling 1666 ersuchten die Irokesen Hilfe von den Briten. Der Gouverneur von New York, über die französische Einmischung beunruhigt, sagte Hilfe zu, wenn die Mohawk mit den Mahican und Abenaki Frieden schließen würden. Die Mahican, seit 1662 im Krieg mit den Irokesen, waren einverstanden, doch die Abenaki lehnten ab.
Die Irokesen schlossen 1667 Frieden mit den Franzosen, der es den westlichen Irokesen ermöglichte, sich auf den Krieg gegen die Susquehannock zu konzentrieren, während sich die Mohawk gegen die Stämme im westlichen Neuengland wandten. Im Jahr 1668 trieben sie die Pennacook quer durch New Hampshire in das südliche Maine. Um 1670 lebten die meisten Westlichen Abenaki unter französischem Schutz als Flüchtlinge in Saint Francis und der Umgebung am Sankt-Lorenz-Strom. Einige von ihnen zogen schließlich weiter bis zu den Großen Seen und 1681 begleitete eine Gruppe von Sokoki die Expedition Robert Cavelier de La Salles zum Südende des Lake Michigan. Danach beschlossen sie, im nördlichen Illinois zu bleiben und wurden später von den Potawatomi und Miami aufgenommen.

### 18. Jahrhundert

#### Kriege mit Beteiligung der Westlichen Abenaki
| Kriege                              | Dauer     |
| ----------------------------------- | --------- |
| King Philip’s War                   | 1675–1678 |
| King William’s War                  | 1688–1699 |
| Queen Anne’s War                    | 1702–1713 |
| Dummer's War                        | 1721–1725 |
| King George’s War                   | 1745–1748 |
| Siebenjähriger Krieg in Nordamerika | 1755–1759 |
| Pontiac-Aufstand                    | 1763–1766 |
| Amerikanischer Unabhängigkeitskrieg | 1775–1782 |
| Britisch-Amerikanischer Krieg       | 1812–1814 |

Als treue Bündnispartner der Franzosen kämpften die Westlichen Abenaki in einer Serie von Kolonialkriegen zwischen 1688 und 1759 an der Seite Frankreichs gegen England bzw. Großbritannien. Die Abenaki hatten in dieser Zeit schon weitgehend ihre angestammten Wohngebiete verlassen und lebten unter französischen Schutz in Neufrankreich. Zwei dauerhafte Abenaki-Gemeinden hatten sich inzwischen in Quebec entwickelt: Becancour, in der Nähe von Trois-Rivieres, das überwiegend aus Östlichen Abenaki aus dem südlichen Maine bestand und St. Francois, etwa 45 km südwestlich davon, bewohnt von einer Mischung aus Sokoki, Pennacook und Neuengland-Algonkin. Die Westlichen Abenaki hatten außerdem ein großes, dauerhaftes Dorf in Missisquoi am Lake Champlain und eine kleinere Siedlung in Cowasuck im nördlichen Vermont. Die gemischte Bevölkerung dieser Dörfer macht die genaue Zuordnung der Indianer zu bestimmten Stämmen unmöglich, sie wurden deshalb allgemein einfach als Abenaki bezeichnet.
Die jungen Krieger schlossen sich französischen Truppen an oder zogen mehrere 100 Kilometer zu Fuß nach Süden, um englische Siedlungen im westlichen Neuengland zu überfallen und kehrten mit Beute beladen nach Saint Francis zurück. Die Kämpfe in Neuengland wurden auf beiden Seiten mit unglaublicher Grausamkeit geführt und führten 1695 zur Entvölkerung des gesamten Grenzgebietes. Der bekannteste Überfall ereignete sich in Deerfield in Massachusetts an einem merkwürdigen Datum, dem 29. Februar 1704, im Queen Anne’s War. Er forderte 56 Tote und 109 Gefangene auf der Seite der Kolonisten, während die Hälfte aller Häuser in Flammen aufging. Als Revanche griff die Massachusetts-Miliz ein Dorf der Cowasuck an, doch die meisten von ihnen flohen nach Norden und waren bald außer Reichweite. Die Engländer konnten weitere Überfälle nicht verhindern. Haverhill in Massachusetts, nur 45 km nördlich von Boston, wurde zerstört und Deerfield konnte einen weiteren Angriff 1709 zurückschlagen.
Ein Angehöriger der Pocumtuc namens Gray Lock, der nach dem King Philips Krieg Zuflucht in New York gefunden hatte, verließ Schaghticoke und ging zu den Westlichen Abenaki in Missisquoi. Nach dem Ausbruch des Dummers Kriegs 1721 wurde er Kriegshäuptling und hatte großen Zulauf durch seine erfolgreichen Überfälle gegen britische Siedlungen. Die Kolonisten waren nicht in der Lage, ihn in seinem Versteck in der Nähe von Missisquoi aufzuspüren und ersuchten die Irokesen um Hilfe. Diese lehnten ab und boten stattdessen eine Vermittlerrolle an. Nachdem der Krieg in Maine 1725 mit der Niederlage der Östlichen Abenaki und dem Friedensvertrag beendet war, sandte Massachusetts im Herbst Geschenke und ein Friedensangebot an Gray Lock, doch die Antwort waren erneute Überfälle. New York, Irokesen und Penobscot unternahmen Vermittlungsversuche, doch Grey Lock ignorierte alle. Erst als im Juli 1727 in Montreal ein Friedensvertrag unterzeichnet wurde, beendete er den Krieg. Gray Lock wurde 70 Jahre alt und der höchste Berg Massachusetts trägt seinen Namen.
Siebzehn friedliche Jahre folgten nun – nach mehr als fünfzig Jahren ununterbrochenem Kriegszustand zwischen den Abenaki und Neuengland. Es kamen aber noch zwei weitere Kolonialkriege. Im Franzosen- und Indianerkrieg hatte Neuengland vergleichsweise wenig indianische Angriffe zu erleiden. Der Grund war das Verdienst einer kolonialen Kommandotruppe, der Roger's Ranger unter Major Robert Rogers, die im Herbst 1759 Saint Francis angriff und niederbrannte. Nach dem Krieg wurden die Abenaki in kleine Gruppen versprengt. Zwischen 1761 und 1774 drangen vermehrt Siedler in ihr früheres Wohngebiet ein und es kam 1763 zum Pontiac-Aufstand, an dem sich auch Abenaki beteiligten. Pontiac, Kriegshäuptling der Ottawa, nutzte die allgemeine Unzufriedenheit unter den Indianern, um im Mai 1763 Angriffe auf britische Forts zu organisieren.
Als Reaktion verbot die britische Regierung mit der Proklamation von 1763 zwar den Kolonisten, westwärts in das Gebiet der Indianer vorzudringen, dieser Erlass wurde von den Siedlern jedoch ignoriert und verschlechterte ihr Verhältnis zur Regierung massiv. Der britische Indianeragent für Nordamerika erklärte, dass die Proklamation der britischen Regierung sich nicht auf das von den Abenaki beanspruchte Gebiet beziehen würde. So hatten die Abenaki plötzlich keinerlei Anspruch auf eigenes Land. Nach vielen Jahren des Wechsels von Neuengland nach Kanada und zurück betrachtete sie Quebec als Neuengland-Indianer, während sie von Neuengland als zu Kanada gehörig angesehen wurden. Einige blieben als unwillkommene Gäste und andere gingen nach Saint Francis. Viele verteilten sich in kleine Gruppen über das gesamte nördliche Neuengland – als Heimatlose im eigenen Land.

### 19. Jahrhundert

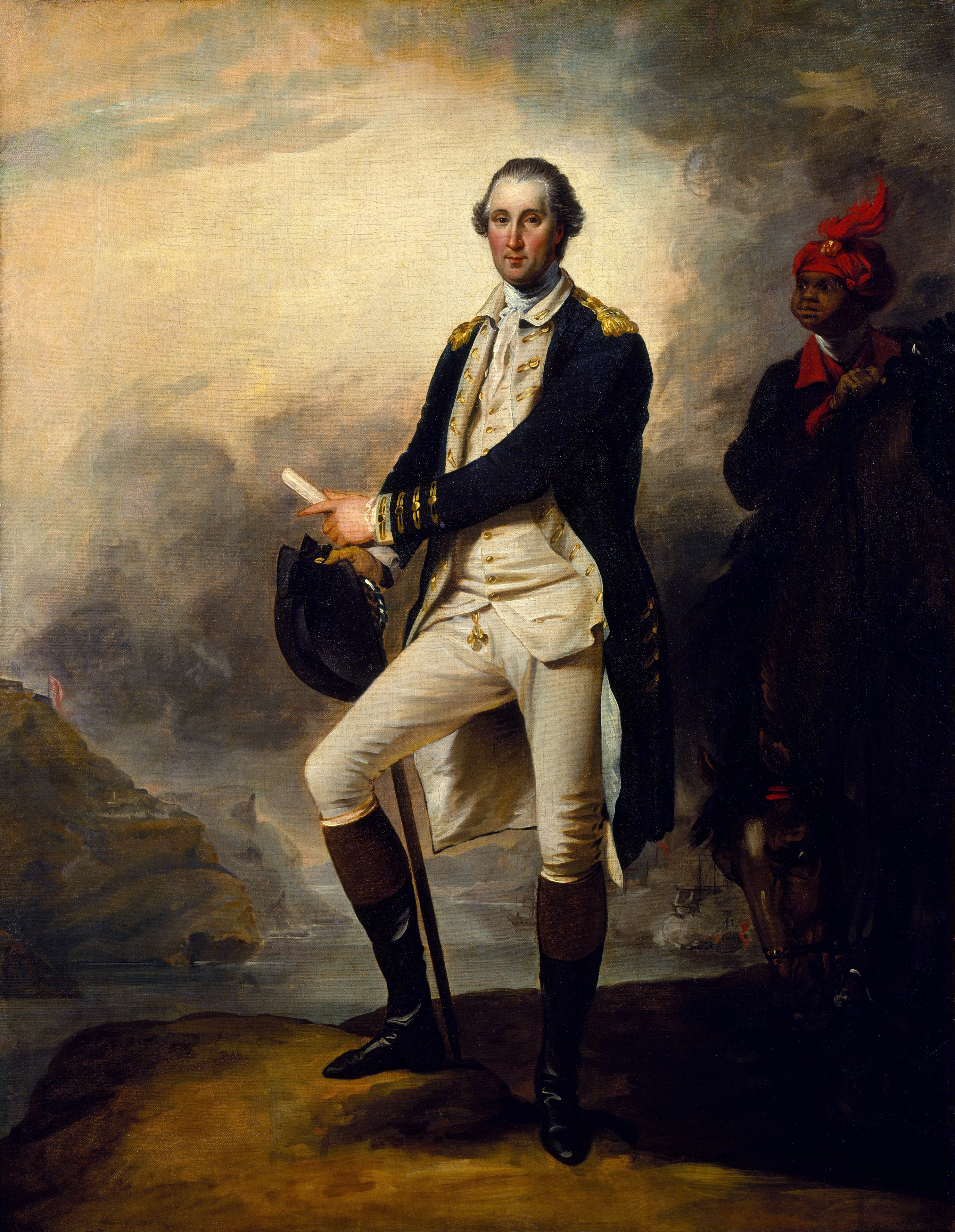
George Washington, gemalt 1780 von John Trumbull

Der Ausbruch des Amerikanischen Unabhängigkeitskrieges 1775 war für die Westlichen Abenaki verwirrend, da sie seit Generationen an Kriege zwischen Franzosen und Briten gewohnt waren. Zunächst war die Haltung geteilt, ein Teil stellte sich auf die Seite der britischen Krone, während der andere die Amerikaner unterstützte. Die Abenaki in Saint Francis verhielten sich zunächst neutral, so dass sie von der britischen Führung einer getarnten amerikanischen Spionagetätigkeit verdächtigt wurden. Die Abenaki kämpften schließlich auf beiden Seiten. Die Penobscot, Passamaquoddy, Maliseet und Micmac standen auf der Seite der Amerikaner, in der Hoffnung, die Briten würden geschlagen und die Franzosen könnten zurückkehren. Die Indianer in Saint Francis blieben uneinig, doch ein Teil half den Amerikanern bei der Belagerung von Boston und stellte Scouts für Benedict Arnolds unglücklichen Feldzug gegen Quebec im Winter 1776/77. Auch die Penobscot dienten als Scouts in Washingtons Armee und nahmen am erfolglosen amerikanischen Angriff gegen britische Forts am Penobscot River teil. Oberst John Allen stellte ein Abenaki-Regiment in Machias auf, das britische Schiffe an der Maine-Küste angriff. Andere Abenaki dienten bei den Briten und überfielen 1781 Ziele am Androscoggin River.
Nach dem Krieg kehrten die Westlichen Abenaki nicht wieder in ihre früheren Wohngebiete zurück, sondern blieben lieber bei ihren Verwandten in Saint Francis. Im Jahr 1805 bewilligte die britische Krone neues Land am Saint Francois River in Durham in Québec, um Platz für die zuströmenden Neuankömmlinge im Durham-Reservat zu schaffen. Das Reservat wurde aber nicht nur von Neuankömmlingen besiedelt, sondern auch von Familien, die schon lange vorher in Saint Francis wohnten. Die Abenaki in Saint Francis wurde offiziellen Dokumenten zufolge als Sokoki und Abenaki von Saint Francis bezeichnet, bevor es um 1990 üblich wurde, die gesamte Gruppe als Abenaki zu bezeichnen. Der Name wurde von den Indianern später übernommen, die sich ab den 1970er Jahren selbst als Abenaki bezeichneten.
Im Krieg von 1812 stellten die Abenaki von Saint Francis und Bécancour zwei Kompanien für die britischen Streitkräfte und bezeichnen heute diese Teilnahme als das letzte Mal, bei dem die Abenaki auf dem Kriegspfad waren, obwohl viele von ihnen an beiden Weltkriegen teilgenommen haben. Nach dem Krieg von 1812 wurden Teile der östlichen Ländereien an weiße Veteranen übergeben und besiedelt, die damit für die Abenaki ihren Wert als Gebiet zum Jagen und Fallenstellen verloren. Die meisten Stammesmitglieder zogen in neue Jagdgründe nördlich des Sankt-Lorenz-Stroms, in ein Gebiet, das den Algonkin von Trois Rivières gehörte, von diesen aber in den 1830er Jahren verlassen wurde. Dennoch kehrten einige Abenaki-Familien zur Jagd, zum Fischfang und als Führer für Landvermesser und Touristen in ihre alte Heimat in den Vereinigten Staaten zurück.

### 20. Jahrhundert
Von 1865 bis 1950 verließen viele Abenaki Kanada, um in den USA mit der Herstellung von Eschen-Spankörben ihren Lebensunterhalt zu verdienen. Jagen, Fallenstellen und das Führen von Bergsteigern gehörte Ende des 19. Jahrhunderts zu den Erwerbsmöglichkeiten der Abenaki. Um 1915 zogen viele von ihnen in die Nähe der großen Städte im amerikanischen Norden, um in der Industrie zu arbeiten.
Die Westlichen Abenaki in Odanak fallen unter die Gesetze des Canadian Department of Indian Affairs. Sie werden durch einen gewählten Häuptling und drei gewählte Ratsmitglieder regiert und von einem Indian Band Manager verwaltet. Die Mehrheit der Bevölkerung gehört der römisch-katholischen Mission von Saint Francois-de-Sales an, die einen ständigen Missionar besitzt, während eine Minderheit der anglikanischen Kirche angehört. Alle Schulkinder werden in weißen Schulen außerhalb des Reservats unterrichtet und es gibt immer mehr jugendliche Abenaki, die in höheren Schulen und Universitäten ausgebildet werden.
Im Jahre 1974 wurde die Abenaki-Sprache noch von 21 älteren Leuten fließend gesprochen und es gab eine unbestimmte Zahl anderer Personen in jungen und mittleren Jahren mit unterschiedlichem Kenntnisstand der Sprache. Junge Menschen wachsen mit Französisch als erster Fremdsprache auf. Odanak ähnelt äußerlich den kanadischen Dörfern in der Umgebung und man kann praktisch nichts mehr von der traditionellen Kultur erkennen. Eine Ausnahme bildet hier die gelegentliche Darbietung von gesellschaftlichen und zeremoniellen Tänzen. Trotzdem konnten sich ältere Leute in den 1960er Jahren noch gut an Elemente des früheren Lebens erinnern und viele traditionelle Verhaltensmuster der Abenaki in der Kindererziehung, den sozialen Bindungen und Weltanschauung bestehen weiter fort.

## Demografie
Aus dem 17. Jahrhundert gibt es keine ausreichenden Daten für eine zuverlässige Schätzung der Bevölkerungszahlen der Westlichen Abenaki. Eine mögliche Schätzung könnten insgesamt 5.000 Stammesangehörige vor dem Ausbruch der Seuchen sein. Epidemien durch europäische Krankheiten, die die Population der Ureinwohner von zehn zu eins oder von zwanzig zu eins reduzierten, brachen zuerst 1617 an der Mündung des Saco aus, wanderten weiter die Küste abwärts und um 1635 den Connecticut River hinauf. Gouverneur Thomas Dudley schätzte 1631 die Merrimack-River-Indianer auf 400 bis 500 Köpfe. Die Irokesenkriege zwischen 1650 und 1680 waren für eine unbestimmte Anzahl an Todesfällen verantwortlich, ebenso wie die fast ununterbrochenen Feindseligkeiten zwischen den Westlichen Abenaki und den Kolonisten nach 1675. Weitere Verluste gab es durch Epidemien nach der Ansiedlung in Kanada.
Eine recht gute Folge an Statistiken gibt es nur aus der Mission von Saint Francis, aber es ist zu berücksichtigen, dass diese Niederlassung niemals alle Westlichen Abenaki umfasste. Bis ungefähr 1790 gab es eine beträchtliche Zahl an Gruppen am Missisquoi, dem oberen Connecticut und dem Androscoggin River und um 1850 wohnten zahlreiche Familien in Durham, Québec. Um die Mitte des 19. Jahrhunderts hatte eine Anzahl von Familien die Reservate mehr oder weniger auf Dauer verlassen. 1904 schätzte man die Zahl der Abwesenden auf 200 Personen und im Ersten Weltkrieg verließen viele Familien das Reservat.

### Einwohner in Saint Francis
| Jahr | Einwohner |
| ---- | --------- |
| 1783 | 342       |
| 1810 | 418       |
| 1828 | 380       |
| 1848 | 306       |
| 1874 | 266       |
| 1888 | 330       |
| 1904 | 370       |

Eine Zählung des Bureau of Indian Affairs aus dem Jahr 1965 von Stammesangehörigen, nicht Dorfbewohnern, ergab 576 Personen. Stammesangehörige nach den Richtlinien des BIA umfassen nur Nachkommen der männlichen Linie und schließen keine Personen ein, die überwiegend Abenakiblut aus der mütterlichen Linie erhalten haben, oder außerhalb lebende Personen, die nicht versucht haben, in das Stammesverzeichnis (engl.: Band roll) aufgenommen zu werden. 1973 lebten von vermutlich 900 bis 1000 Personen nur etwa 220 mit überwiegend Abenakiblut in Odanak.